# Grabów (powiat żarski)
Grabów – wieś w Polsce położona w województwie lubuskim, w powiecie żarskim, w gminie Tuplice.
W latach 1975–1998 miejscowość należała administracyjnie do województwa zielonogórskiego.

## Zabytki
Do wojewódzkiego rejestru zabytków wpisane są:
- dwór, z XVIII wieku/XIX wieku
- karczma.